# Barrière de la Gare
La barrière de la Gare était une barrière d'octroi de l'enceinte des Fermiers généraux.

## Situation
Une première barrière était installée, en bord de la Seine, sur l'emplacement de l'actuel quai d'Austerlitz. Elle comportait un pavillon construit par Ledoux.
La seconde barrière était installée 200 mètres plus en amont, à l'emplacement de l'actuel quai d'Austerlitz et du pont de Bercy dans le prolongement de l'actuel boulevard Vincent-Auriol.
Cette seconde barrière de la Gare était située à 980 mètres de la barrière d'Ivry située à l'ouest et la Seine la séparait de la barrière de la Rapée située à l'est.
Les deux barrières étaient situées dans l'ancien 12e arrondissement de Paris, quartier Saint-Marcel.

## Origine du nom
Elle est nommée ainsi en référence à la gare fluviale qui fut construite ici à partir de la fin du règne de Louis XV. Située hors de Paris, cette gare était destinée à mettre les bateaux à l'abri des glaces mais ce bassin ne fut jamais terminé.

## Historique
En 1785, Claude-Nicolas Ledoux édifia une première barrière de la Gare au bord de la Seine qui ne comprenait qu'un seul bâtiment.
En 1818, après l'annexion du village d'Austerlitz, qui s'appelait « village des Deux-Moulins » avant 1806, une seconde barrière est construite. En 1832, cette barrière fut augmentée de deux pavillons, plus « dans le goût de ceux de Ledoux ».
Il y avait à proximité la maison d'arrêt de la Garde nationale, surnommée l'hôtel des Haricots, qui était situé entre le quai d'Austerlitz et le chemin de fer d'Orléans, au 92, rue de la Gare, actuellement le 55, quai d’Austerlitz,,. Cette prison servit également comme lieu de détention à Alfred de Musset, Théophile Gautier, Paul Gavarni, Auguste de Châtillon, Alcide-Joseph Lorentz, Bertall, Alexandre-Gabriel Decamps, Achille Devéria, Frédéric Bérat, Théodore Pelloquet, Jean-Louis-Auguste Commerson y furent enfermés,.

Situation de la barrière de la Gare
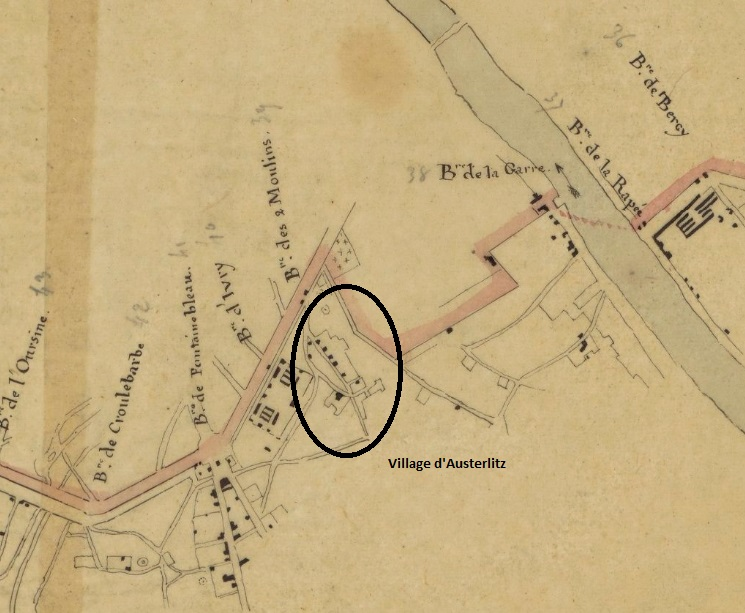
Village d'Austerlitz et mur des Fermiers Généraux vers 1800
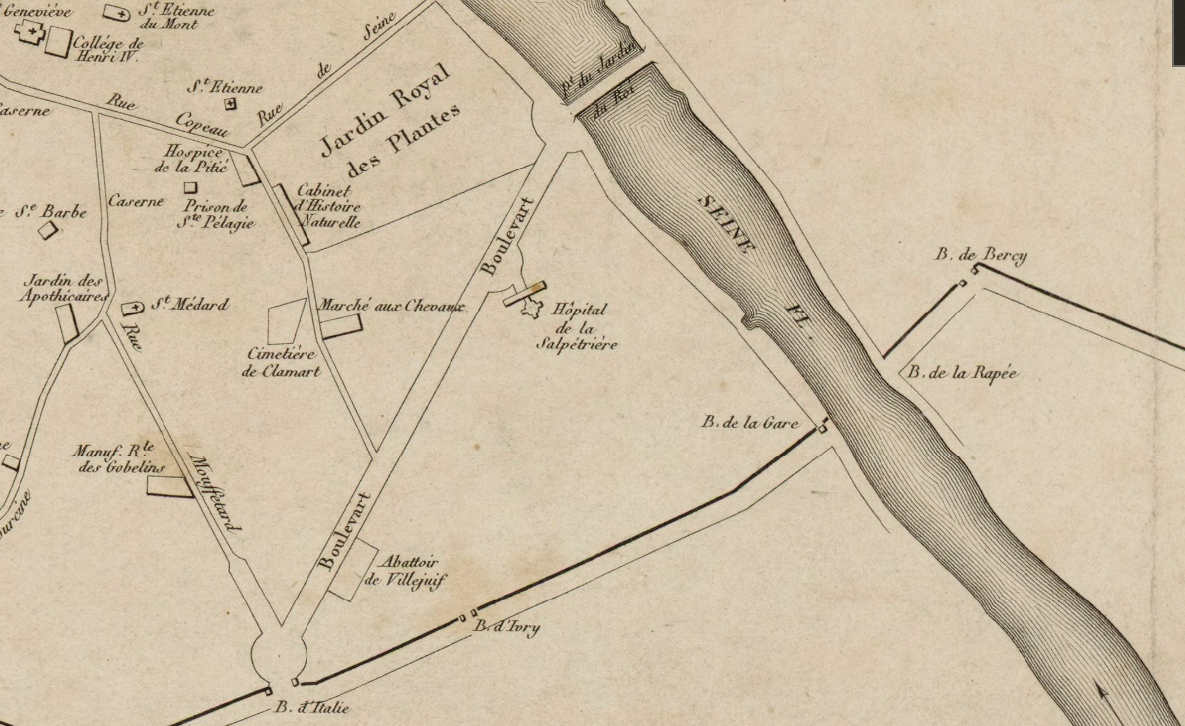
Emplacement de la deuxième barrière de la Gare.
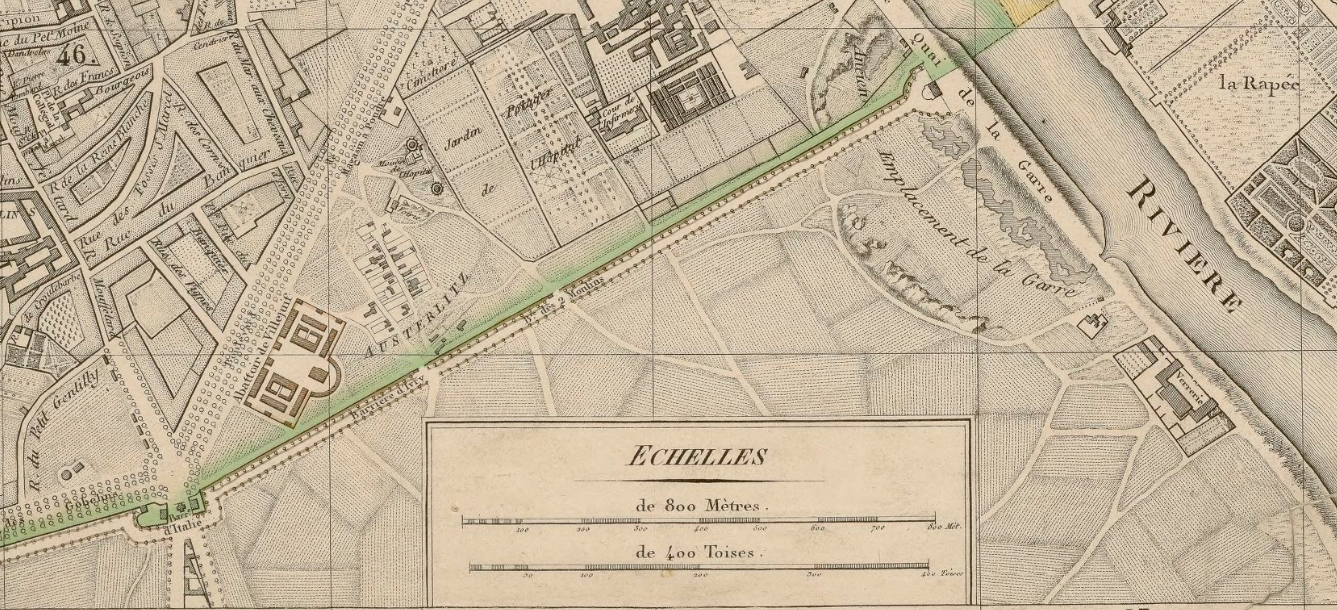
Emplacement de la deuxième barrière de la Gare (1821).
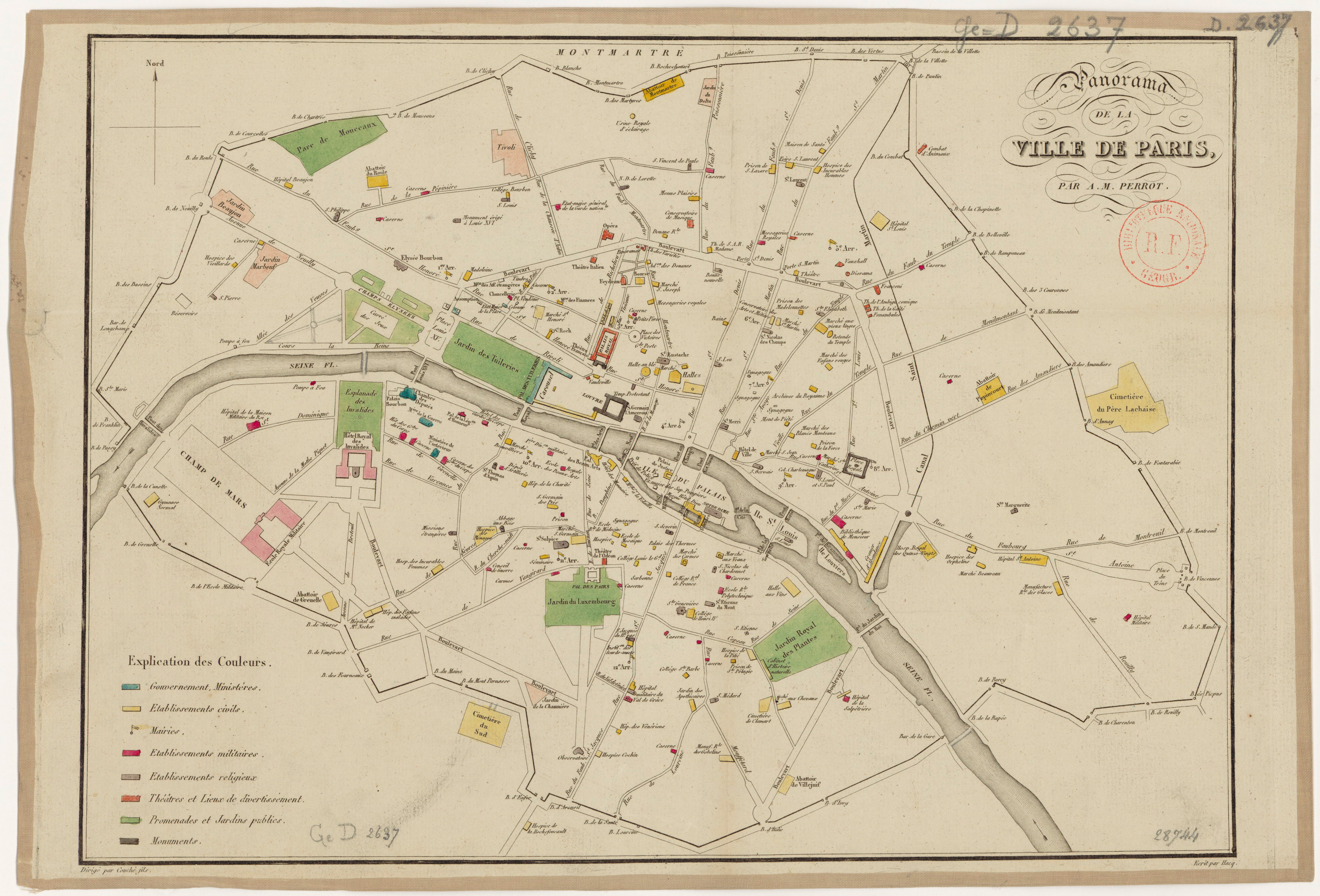
Le tracé du mur des Fermiers généraux.